# Voľa
Voľa este o comună slovacă, aflată în districtul Michalovce din regiunea Košice. Localitatea se află la altitudinea de 129 m deasupra n.m., se întinde pe o suprafață de 5,78 km2 și în 2017 număra 259 de locuitori.

## Istoric
Localitatea Voľa este atestată documentar din 1335.

## Demografie
| An:                | 1994 | 2004   | 2014 | 2024   |
| ------------------ | ---- | ------ | ---- | ------ |
| Număr de persoane: | 258  | 250    | 265  | 271    |
| Diferență:         |      | −3,10% | +6%  | +2,26% |

| An:                | 2023 | 2024 |
| ------------------ | ---- | ---- |
| Număr de persoane: | 271  | 271  |
| Diferență:         |      | +0%  |